# Colostygia olbiana
Colostygia olbiana là một loài bướm đêm trong họ Geometridae.